# Hurra! Einquartierung!
Hurra! Einquartierung! è un cortometraggio muto del 1913 scritto e diretto da Franz Hofer.

## Trama
Una compagnia di soldati arriva in un piccolo villaggio dove il sindaco chiude a chiave la figlia, una ragazza un po' troppo vivace. Lei, infatti, riesce a scappare e si traveste con una divisa che trova per caso. Si mette a giocare con le amiche ma uno degli ufficiali la scambia per uno dei suoi sergenti. Quando scopre che il falso sergente è una ragazza, il giovanotto si innamora di lei. Finirà per chiedere la sua mano a suo padre il sindaco.

## Produzione
Il film - un cortometraggio di 23 minuti - fu prodotto dalla Luna-Film (Berlin) e venne girato negli studi Luna-Film-Atelier di Berlino.

## Distribuzione
Uscì nelle sale cinematografiche tedesche nel giugno 1913.